# Хохлатка ковакская
Хохлатка ковакская (лат. Corydalis kovakensis) — вид травянистых растений рода Хохлатка (Corydalis) семейства Маковые (Papaveraceae). Эндемик Кыргызстана, массив Молдо-Тоо.

## Ботаническое описание
Травянистый многолетник (10) 20—40 (50) см высотой, с каудексом и стержневым корнем. Каудекс покрыт буровато-серыми основаниями отмерших черешков. Стебли, особенно в основании, гранистые. Листья тройчатые или дважды тройчатые, с цельнокрайными или лопастными сегментами, с черешками 2—4,5 (5) см длиной.
Соцветие простое, кистевидное, 10—17 см длиной. Прицветники сердцевидные, широкоэллиптические с остроконечием на верхушке, верхние 1,5—2 мм длиной, 1—1,5 мм шириной, нижние 3—4 мм длиной, 3,5—4 мм шириной, травянистые. Цветоножки 7—15 см длиной. Чашелистики неправильно треугольные с оттянутой верхушкой, 1—1,5 мм длиной, плёнчатые. Венчик жёлтый, 13—15 мм длиной, в месте прикрепления цветоножки 2 мм шириной; шпорец 3—4 мм длиной, нектарник не доходит до конца шпорца на 2—2,5 мм. Коробочки продолговато-линейные, (13) 14—17 (18) мм длиной, 2,5—3 мм шириной. Семена почковидные, 1,5—1,8 мм длиной, 0,8—1 мм шириной, чёрные, блестящие, с наклонным выростом, к которому прикрепляется карункула.

### Родство
От хохлатки Железнова (Corydalis schelesnowiana Regel & Schmalh.) отличается цветоножками 7—15 мм длиной, (а не 1,5—3, редко 5, но не более 7 мм длиной); от хохлатки бозбутооской (Corydalis bosbutooensis Lazkov) — сердцевидными или широкоэллиптическими с остроконечием на верхушке, травянистыми прицветниками (а не плёнчатыми и треугольными c оттянутой верхушкой).